# 马雷讷 (罗讷省)
马雷讷（法語：Marennes，法語發音：[maʁɛn]）是法国罗讷省的一个市镇，属于里昂区。

## 地理
马雷讷（45°37'15"N, 4°54'45"E）面积12.44 平方千米，位于法国奥弗涅-罗讷-阿尔卑斯大区罗讷省，该省份为法国中东部省份，北起顺时针与索恩-卢瓦尔省、安省、里昂大都会、伊泽尔省和卢瓦尔省接壤。
与马雷讷接壤的市镇（或旧市镇、城区）包括：维莱特德维埃纳、沙波奈、科尔巴、奥宗河畔圣桑福里安、锡芒德尔。

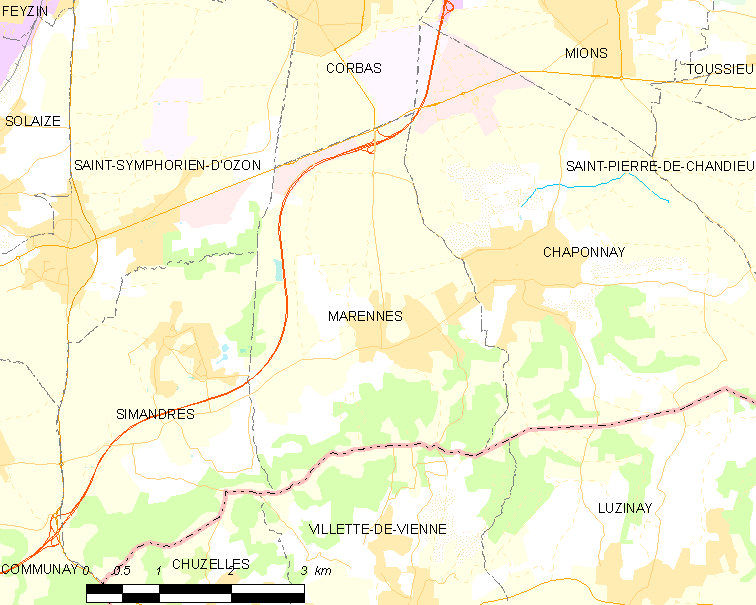
的OSM定位图

马雷讷的时区为UTC+01:00、UTC+02:00（夏令时）。

## 行政
马雷讷的邮政编码为69970，INSEE市镇编码为69281。

## 政治
马雷讷所属的省级选区为奥宗河畔圣桑福里安县。

## 人口

1962-2008年间人口变化图示

马雷讷于2022年1月1日时的人口数量为1979人。